# 山北町立三保小学校
山北町立三保小学校（やまきたちょうりつ みほしょうがっこう）は、神奈川県足柄上郡山北町中川にあった公立小学校。

## 沿革
- 1873年（明治6年）5月 - 大蔵野長光院本堂に川村貫穿支校の「湯触学校」創設[2]。
- 1875年（明治8年）3月 - 「第1大学区 第28中学区 第99番小学校」が「湯触学校」の分校として開校[2]。
- 1890年（明治23年）10月 - 「尋常中川小学校」に改称[2]。
- 1909年（明治42年）4月 - 「尋常三保小学校」に改称[2]。
- 1917年（大正6年）3月15日 - 「尋常高等三保小学校」に改称[2]。
- 1941年（昭和16年）4月1日 - 国民学校令により、「三保村国民学校」に改称[2]。
- 1947年（昭和22年）4月1日 - 学制改革により、「三保村立三保小学校」に改称[2]。
- 1955年（昭和30年）2月1日 - 三保村の山北町への合併により、「山北町立三保小学校」に改称[2]。
- 1974年（昭和49年）
  - 11月23日 - 開校百周年記念式典挙行[2]。
  - 同年度 - ダム建設による水没移転のため、全児童147名中、半数近い72名が、他校へ転出する[2]。
- 1978年（昭和53年）1月14日 - 三保小中学校・三保支所・三保幼稚園など、山北町三保公共施設合同落成式挙行[2]。
- 1994年（平成6年）4月1日 - 特別支援学級「あけぼの学級」開級[2]。
- 2004年（平成16年） - 旧三保中学校体育館耐震改修工事実施[2]。
- 2011年（平成23年） - かながわ学びづくり推進事業を進める[2]。
- 2013年（平成25年） - 各教室の網戸（2か所）と視聴覚室の網戸（4か所）設置。
- 2014年（平成26年）7月 - この月から8月まで、特別支援学級（つばさ級）への扇風機と校長室へのエアコンを設置。本校舎屋上の緑改修工事実施[2]。
- 2021年（令和3年）3月 - 閉校[1]。